# Annie Rojas
Ana Elizabeth Rojas Gómez (México, 20 de enero de 1994), conocida artísticamente como Annie Rojas, es una actriz de voz, intérprete y locutora mexicana. Es conocida por ser la voz de Uniqua en los Backyardigans, Chloé Bourgeois y Zoé Lee en la serie animada Miraculous Ladybug, Jessica Olson en la película Starstruck: Mi novio es una súper estrella, Sylvie Brett en la serie Chicago Justice, Nezuko Kamado en el anime Kimetsu no Yaiba y Leen en el anime In Another World With My Smartphone.

## Filmografía

### Series y películas animadas
| Año           | Título                                 | Personaje                                      | Notas                  | Fuente      |
| ------------- | -------------------------------------- | ---------------------------------------------- | ---------------------- | ----------- |
| 2004-2013     | Backyardigans                          | Uniqua                                         | Elenco principal       | [ 5 ]       |
| 2012          | Jelly Jamm                             | Rita                                           | Versión Televisa       |             |
| 2013-2019     | Doki                                   | Anabella                                       | Elenco principal       |             |
| 2013-2017     | Littlest Pet Shop                      | Minka Mark                                     | Elenco principal       |             |
| 2013-2018     | Ever After High                        | Ashlynn Ella                                   |                        |             |
| 2010-2019     | My Little Pony: la magia de la amistad | Starlight Glimmer, Apple Bloom (voz cantada)   |                        |             |
| 2014          | La leyenda de las momias de Guanajuato | Xóchitl Ahuactzin                              |                        | [ 6 ]       |
| 2015-presente | Miraculous: las aventuras de Ladybug   | Chloé Bourgeois (Queen Bee) Zoé Lee (Vesperia) | Personajes secundarios | [ 3 ] [ 7 ] |
| 2016-2021     | Elena de Ávalor                        | Princesa Heredera Elena                        | Elenco principal       |             |
| 2017-2020     | Unikitty!                              | Dra. Fox                                       |                        |             |
| 2018          | La leyenda del Charro Negro            | Xóchitl Ahuactzin                              |                        | [ 8 ]       |
| 2018-presente | Pinkalicious & Peterrific              | Kendra Klee                                    |                        |             |
| 2018-2019     | Hotel Transylvania: La serie           | Mavis Dracula                                  | Elenco principal       |             |
| 2018          | Wifi Ralph                             | Tiffany Herrera / BabeRaham_Linkin             |                        |             |
| 2019          | Corgi: Un perro real                   | Wanda                                          |                        |             |
| 2021-presente | Spidey y sus sorprendentes amigos      | May Parker                                     |                        |             |
| 2022          | Las leyendas: el origen                | Xóchitl Ahuactzin                              |                        |             |
| 2023          | La leyenda de los Chaneques            | Xóchitl Ahuactzin                              |                        |             |

### Doblaje
| Año           | Título                                                 | Personaje               | Notas                                   | Fuente       |
| ------------- | ------------------------------------------------------ | ----------------------- | --------------------------------------- | ------------ |
| 2002          | Un amor para recordad                                  | Jamie Sullivan          | Versión Warner Bros.                    |              |
| 2002-2005     | Barney y sus amigos                                    | Kami                    | Debut                                   |              |
| 2006-2009     | Barney y sus amigos                                    | Tracy                   | Elenco principal                        |              |
| 2007          | El mundo mágico de Terabithia                          | Brenda Aaron            | Versión Disney                          |              |
| 2009          | Los hechiceros de Waverly Place                        | Jeanette                | Episodio: «Alex Does Good»              |              |
| 2009          | Los hechiceros de Waverly Place                        | Frankenchica            | Recurrente                              |              |
| 2010          | Starstruck: Mi novio es una súper estrella             | Jessica Olson           | Telefilme                               |              |
| 2010-2013     | A todo ritmo                                           | Tinka Hessenheffer      | Elenco principal                        |              |
| 2011          | El diario de Greg 2: El diario de un chico en apuros 2 | Patty Farrel            |                                         |              |
| 2011          | Fin de curso                                           | Simone Daniels          |                                         |              |
| 2012          | Best Friends Forever                                   | Queenetta Carpenter     | Elenco principal                        |              |
| 2013-2016     | Lindas mentirosas                                      | Sara Harvey             | Recurrente                              |              |
| 2014          | Sam & Cat                                              | Alexa Biggly            | Episodio: «El Comercial de las Niñeras» |              |
| 2014-2017     | Diarios de Vampiros                                    | Caroline Forbes         | Elenco principal                        |              |
| 2014-2018     | The Thundermans                                        | Phoebe Thunderman       | Elenco principal                        |              |
| 2014          | Un chiflado encantador                                 | Amy Loubalu             | Telefilme                               |              |
| 2015          | La Duff                                                | Bianca Piper            | Versión Lionsgate                       |              |
| 2015          | Bleach                                                 | Loly Aivirrine          | Elenco principal                        |              |
| 2015          | La Cenicienta                                          | Ella/Cenicienta         | Elenco principal                        |              |
| 2015          | Eliminar amigo                                         | Blaire Lilly            | Elenco principal                        |              |
| 2015          | Descendientes                                          | Lonnie                  | Telefilme                               |              |
| 2016-2017     | Degrassi: Next Class                                   | Maya Matlin             | Elenco principal                        |              |
| 2017-2023     | Riverdale                                              | Veronica «Ronnie» Lodge | Elenco principal                        |              |
| 2017          | Nickelodeon's Not So Valentine's Special               | Kira Kosarin            | Especial de TV                          |              |
| 2017          | Nickelodeon's Sizzling Summer Camp Special             | Kira Kosarin            | Especial de TV                          |              |
| 2017          | Girlboss                                               | Sophia                  | Elenco principal                        |              |
| 2017-2019     | The Gifted                                             | Lorna Dane / Polaris    | Elenco principal                        |              |
| 2018-2023     | In Another World With My Smartphone                    | Leen                    | Elenco principal                        |              |
| 2018          | Capitan Tsubasa                                        | Taro Misaki (Joven)     |                                         | [ 9 ]        |
| 2019          | Jefa por accidente                                     | Zoe Clarke              | Elenco principal                        |              |
| 2019-2021     | PEN15                                                  | Anna Kone               | Elenco principal                        |              |
| 2019          | ¡Shazam!                                               | Darla Dudley (Heroína)  |                                         |              |
| 2019          | El agente secreto de Bixler                            | Kenzie Messina          | Telefilme                               |              |
| 2019          | Aladdín                                                | Princesa Jasmín         | Elenco principal                        |              |
| 2020          | After: en mil pedazos                                  | Kimberley               |                                         |              |
| 2021          | El legado                                              | Caroline Forbes         | (Temp. 3)                               |              |
| 2021          | Pequeños secretos                                      | Anna Baxter             |                                         |              |
| 2021          | Tom y Jerry                                            | Peeta                   |                                         |              |
| 2021          | Fruits Basket                                          | Kagura Sōma             | Elenco principal                        |              |
| 2021          | Friends: The Reunion                                   | Lady Gaga               | Especial                                |              |
| 2021          | La calle del terror (Parte 1): 1994                    | Deena Johnson           | Elenco principal                        |              |
| 2021          | La calle del terror (Parte 2): 1978                    | Deena Johnson           | Elenco principal                        |              |
| 2021          | La calle del terror (Parte 3): 1666                    | Deena Johnson           | Elenco principal                        |              |
| 2021          | El es así                                              | Alden Pierce            | Versión mexicana                        |              |
| 2021          | After: almas perdidas                                  | Kimberley               |                                         |              |
| 2021          | Fullmetal Alchemist: Brotherhood                       | Riza Hawkeye            | Elenco principal                        | [ 10 ]       |
| 2021          | Tick, Tick... Boom!                                    | Susan                   | Elenco principal                        |              |
| 2021          | Naruto Shippūden, la pelicula: La torre perdida        | Sara                    | Elenco principal                        |              |
| 2021-presente | Kimetsu no Yaiba                                       | Nezuko Kamado           | Elenco principal                        | [ 4 ] [ 10 ] |
| 2021-presente | Superman y Lois                                        | Lana Lang               | Elenco principal                        |              |
| 2021-presente | Jóvenes altezas                                        | Felice                  | Elenco principal                        |              |
| 2021-presente | Schmigadoon!                                           | Jenny Banks             | Elenco principal                        |              |
| 2021-presente | La rueda del tiempo                                    | Alanna Mosvani          | Personaje secundario                    |              |
| 2022          | Elvis                                                  | Priscilla Presley       | Elenco principal                        |              |
| 2022          | After: amor infinito                                   | Kimberley               |                                         |              |
| 2022-2023     | Squid Girl                                             | Kozue Tanaba            | Recurrente                              |              |
| 2022-presente | Fin de semana en familia                               | Emma                    | Elenco principal                        |              |
| 2022-presente | Bleach: Thousand-Year Blood War                        | Loly Aivirrne           | Elenco principal                        |              |
| 2023          | ¡Shazam! La furia de los dioses                        | Darla Dudley (Heroína)  |                                         |              |
| 2023          | Barbie                                                 | Barbie Sirena           |                                         |              |
| 2023          | Classroom for Heroes                                   | Arnest Flaming          | Elenco principal                        | [ 11 ]       |
| 2023          | Hunter × Hunter                                        | Cluck                   |                                         |              |
| 2023          | After: para siempre                                    | Kimberley               |                                         |              |
| 2024          | Sonríe 2                                               | Skye Riley              | Elenco principal                        |              |
| 2025          | Anne Shirley                                           | Anne Shirley            |                                         |              |